# Fernando Couto
Fernando Manuel Silva Couto CvIH • OIH (Espinho, Espinho, 2 de agosto de 1969) é um ex-futebolista português. Retirou-se no final da temporada 2007–08, após 21 anos de carreira. Jogava como defesa central. Participou no Campeonato Mundial de 2002 e em três Campeonatos Europeus de futebol.

## História
Desde o início da sua carreira destacou-se na posição de defesa-central e as suas exibições nos escalões jovens do Sp. Espinho e do Lusitânia de Lourosa chamaram a atenção do FC Porto. Ainda com idade de júnior ingressou no clube das Antas.
Na temporada 1987–88, fez a sua estreia na equipa sénior do FC Porto ao ser lançado pelo treinador jugoslavo Tomislav Ivic. No entanto, acabou por só participar numa partida. Para ganhar mais experiência, foi emprestado a equipas de escalões inferiores. Jogou no Futebol Clube de Famalicão, da III Divisão, em 1988–89, e na Académica de Coimbra, da II Divisão, na temporada seguinte.
Entretanto, em 1989, foi campeão do mundo do escalão sub-19, depois de Portugal vencer a Nigéria por 2–0 na final do torneio disputado na Arábia Saudita, e a 26 de Agosto do mesmo ano foi feito Cavaleiro da Ordem do Infante D. Henrique.
Em 1990–91 regressou ao FC Porto e impôs-se logo como titular, numa equipa treinada por Artur Jorge. Fernando Couto actuou como titular em 25 jogos do campeonato e ganhou a Taça de Portugal. Nas duas temporadas seguintes, sempre na condição de titular indiscutível, foi campeão nacional. Em 1993–1994 ganhou mais uma Taça de Portugal ao serviço do FC Porto.
As boas exibições constantes levaram a que chamasse a atenção de grandes clubes estrangeiros e a partir da temporada de 1994–1995 passou a representar o Parma, um dos mais importantes clubes italianos na altura. Ao serviço deste clube venceu a Taça UEFA, uma das mais prestigiadas competições europeias de clubes. Fernando Couto era já considerado um dos melhores defesas centrais da Europa e na época 1996–97 foi transferido para o FC Barcelona, de Espanha, um dos maiores clubes do Mundo. Nessa temporada venceu a Taça das Taças, outra importante competição europeia de clubes e em 1997–98 conquistou o campeonato espanhol. 
Em 1998–99 regressou a Itália, desta vez para representar a SS Lazio de Roma, outro clube histórico. Fernando Couto venceu em 1999–2000 a Taça das Taças e o campeonato italiano. Em 2001 foi pego no exame antidopagem para a substância proibida nandrolona e foi punido a nove meses de suspensão. Já na fase final da sua carreira, Fernando Couto regressou em 2005–2006 ao Parma.
A nível da selecção principal de Portugal, Fernando Couto estreou-se em Dezembro de 1990, pela mão de Artur Jorge, com uma vitória por 1–0 contra os EUA e mais tarde tornou-se num dos jogadores portugueses com mais internacionalizações. Esteve presente na Euro 96, onde Portugal chegou aos quartos-de-final, na Euro de 2000 (meia-finais), no Copa do Mundo de 2002 (eliminação na primeira fase) e na Euro 2004, onde Portugal chegou à final, tendo perdido o título para a selecção grega (com o resultado de 1–0). Neste último evento perdeu a titularidade e depois não voltou a ser mais convocado. 
A 5 de Julho de 2004 foi elevado a Oficial da Ordem do Infante D. Henrique.

### Dirigente
No dia 19 de junho de 2010, assume funções como o novo director de futebol do Sporting Clube de Braga, sucedendo a Carlos Freitas sendo a sua primeira experiência com um cargo administrativo.

### Treinador
Em janeiro de 2012, rescindiu o contrato de director de futebol para ser treinador de um clube de Calcutá na Índia.
Em fevereiro de 2014, Fernando Couto é um dos treinadores que António Salvador está a equacionar para orientar o Sp. Braga até final da temporada, tendo como adjunto Jorge Vital.

## Palmarés
Competições nacionais
- Porto
  - Campeonato português de futebol: 1988, 1992 e 1993
  - Taça de Portugal: 1988, 1991 e 1994
- FC Barcelona
  - La Liga: 1998
  - Copa do Rei: 1997 e 1998
- SS Lazio
  - Série A: 2000
  - Coppa Italia: 2000 e 2004

Competições europeias
- Parma
  - Taça UEFA: 1995
- FC Barcelona
  - Taça dos Clubes Vencedores de Taças: 1997
- SS Lazio
  - Taça dos Clubes Vencedores de Taças: 1999

Competições internacionais
- Campeonato Mundial de Futebol Sub-20: 1989
- Campeonato Europeu de Futebol de 2004 (segundo lugar)